# Podwieczorek na wsi
Podwieczorek na wsi lub Piknik lub Śniadanie nad brzegiem Manzanares (hiszp. La merienda a orillas del Manzanares) – obraz olejny hiszpańskiego malarza Francisca Goi. 

## Seriakartonów do tapiserii
Dzieło należało do serii kartonów do tapiserii – olejnych obrazów o znacznych rozmiarach przygotowywanych jako wzór dla warsztatów tkackich Królewskiej Manufaktury Tapiserii Santa Bárbara w Madrycie. Na ich podstawie tkano barwne gobeliny, które zdobiły wnętrza królewskich posiadłości. Przeznaczenie kartonów przedstawiało dla pracy malarza pewne ograniczenia, gdyż wykonany przez niego projekt musiał być odpowiednio łatwy do zastosowania w warsztacie tkackim. Obraz nie mógł przedstawiać zbyt wielu detali lub ulubionych przez Goyę przenikających się delikatnych odcieni barw.
Goya wykonał tę serię dla Karola IV (wtedy jeszcze infanta, księcia Asturii), i jego żony Marii Ludwiki Parmeńskiej, z przeznaczeniem do jadalni Królewskiego Pałacu El Pardo. Pracował nad tą serią w latach 1776– 78, a większość prac ukończył latem 1777 roku. Oprócz Podwieczorku na wsi w skład serii wchodziły także: Parasolka, Bójka przed Nową Karczmą, Spacer w Andaluzji, Pijący, Tańce w San Antonio de la Florida, Latawiec, Gracze w karty, Dzieci zrywające owoce i Dzieci nadymające pęcherz. Tematem serii były pogodne scenki rodzajowe, ukazujące hiszpańskie zwyczaje i zabawy. Goya wycenił jeden z najbardziej udanych kartonów – Parasolkę – na 500 reali (reales de vellón), a za całą serię otrzymał ich 18 000. Była to druga seria kartonów wykonana przez Goyę dla książęcej pary. Pierwsza, ukończona w 1775 roku przedstawiała motywy związane z łowami, między innymi Polowanie na przepiórki. O ile pierwsza seria opierała się na szkicach nadwornego malarza Francisca Bayeu i silnie imitowała jego styl, druga zawierała oryginalne projekty Goi i ujawniała jego rozwijający się talent malarski.

## Analiza
Sielankowa scena doskonale trafiała w gusta pochodzącej z Włoch i uwielbiającej rozrywki księżnej Marii Ludwiki, która poleciła Goi przedstawić na projektach wesołe sceny ludowe. Obraz przedstawia scenkę rodzajową rozgrywającą się na obrzeżach Madrytu nad rzeką Manzanares. W tle pośród roślinności widać zarys eremu Virgen del Puerto. Nad brzegiem rzeki pięcioro młodych osób spożywa podwieczorek rozłożony na jasnym obrusie. Atmosfera jest wesoła i beztroska – mężczyźni piją, palą i flirtują z młodą dziewczyną sprzedającą pomarańcze. Osoby przedstawione na obrazie to hiszpańscy majos i majas (osoby z niższych warstw społecznych, które charakteryzował m.in. kolorowy strój), ukazani w żywych kolorach tryskają radością i swobodą. Goya z dbałością o szczegóły namalował stroje i będące częścią pikniku przedmioty, takie jak leżące na ziemi garnki i butelki.

## Historia obrazu
Goya otrzymał za swój projekt 7000 reali (reales de vellón). Pierwszy gobelin na jego podstawie utkano już w 1777 roku, a następne dwa kolejno w latach 1786 i 1795. Królowa Izabela II podarowała jeden z tych gobelinów belgijskiemu monarsze Leopolodowi I.
Około 1856–1857 roku razem z innymi kartonami do tapiserii obraz trafił do piwnic madryckiego Pałacu Królewskiego. Odnaleziony przez Gregoria Cruzadę Villaamila obraz został włączony do zbiorów Muzeum Prado w 1870 roku.